# QV26
QV 26 est un des tombeaux situé dans la vallée des Reines, dans la nécropole thébaine, sur la rive ouest du Nil face à Louxor en Égypte.

## Description
QV 26 est une tombe anonyme datant de la XVIIIe dynastie, constituée d'un puit, aujourd'hui fermé par une grille, qui relie la surface à une chambre creusée dans du schiste argileux, en partie effondrée.
En décembre 2010, une équipe conjointe du CNRS et du CSA y a mis au jour un fragment d'un crâne.

## Histoire
La tombe est explorée par Elizabeth Thomas, qui estime que le plafond s'est effondré pendant l'Antiquité.